# Mizuki Noguchi
Mizuki Noguchi (jap. 野口みずき Noguchi Mizuki; ur. 3 lipca 1978 w Ise) – japońska lekkoatletka, maratonka.
Mistrzyni olimpijska (Ateny 2004) i wicemistrzyni świata (Paryż 2003) w biegu maratońskim.